# Kosi Saka
Kosi Saka (Kinshasa, 4 febbraio 1986) è un ex calciatore congolese (Repubblica Democratica del Congo), con passaporto tedesco, di ruolo centrocampista.

## Carriera

### Club
Ha sempre giocato nel campionato tedesco.

### Nazionale
Conta tre presenze con la nazionale congolese.

## Statistiche

### Cronologia presenze e reti in nazionale
| Cronologia completa delle presenze e delle reti in nazionale ― RD del Congo | Cronologia completa delle presenze e delle reti in nazionale ― RD del Congo | Cronologia completa delle presenze e delle reti in nazionale ― RD del Congo | Cronologia completa delle presenze e delle reti in nazionale ― RD del Congo | Cronologia completa delle presenze e delle reti in nazionale ― RD del Congo | Cronologia completa delle presenze e delle reti in nazionale ― RD del Congo | Cronologia completa delle presenze e delle reti in nazionale ― RD del Congo | Cronologia completa delle presenze e delle reti in nazionale ― RD del Congo |
| Data                                                                        | Città                                                                       | In casa                                                                     | Risultato                                                                   | Ospiti                                                                      | Competizione                                                                | Reti                                                                        | Note                                                                        |
| --------------------------------------------------------------------------- | --------------------------------------------------------------------------- | --------------------------------------------------------------------------- | --------------------------------------------------------------------------- | --------------------------------------------------------------------------- | --------------------------------------------------------------------------- | --------------------------------------------------------------------------- | --------------------------------------------------------------------------- |
| 25-3-2008                                                                   | Aubervilliers                                                               | RD del Congo                                                                | 0 – 0                                                                       | Gabon                                                                       | Amichevole                                                                  | -                                                                           |                                                                             |
| 13-6-2008                                                                   | Gibuti                                                                      | Gibuti                                                                      | 0 – 6                                                                       | RD del Congo                                                                | Qual. Mondiali 2010                                                         | -                                                                           | 82’                                                                         |
| 22-6-2008                                                                   | Kinshasa                                                                    | RD del Congo                                                                | 5 – 1                                                                       | Gibuti                                                                      | Qual. Mondiali 2010                                                         | -                                                                           | 40’                                                                         |
| Totale                                                                      |                                                                             | Presenze                                                                    | 3                                                                           |                                                                             | Reti                                                                        | 0                                                                           |                                                                             |